# Station Mitcham Junction
Mitcham Junction is een spoorwegstation van National Rail in Merton in Engeland. Het station is eigendom van Network Rail en wordt beheerd door Southern. Het is tevens een halte van Tramlink.

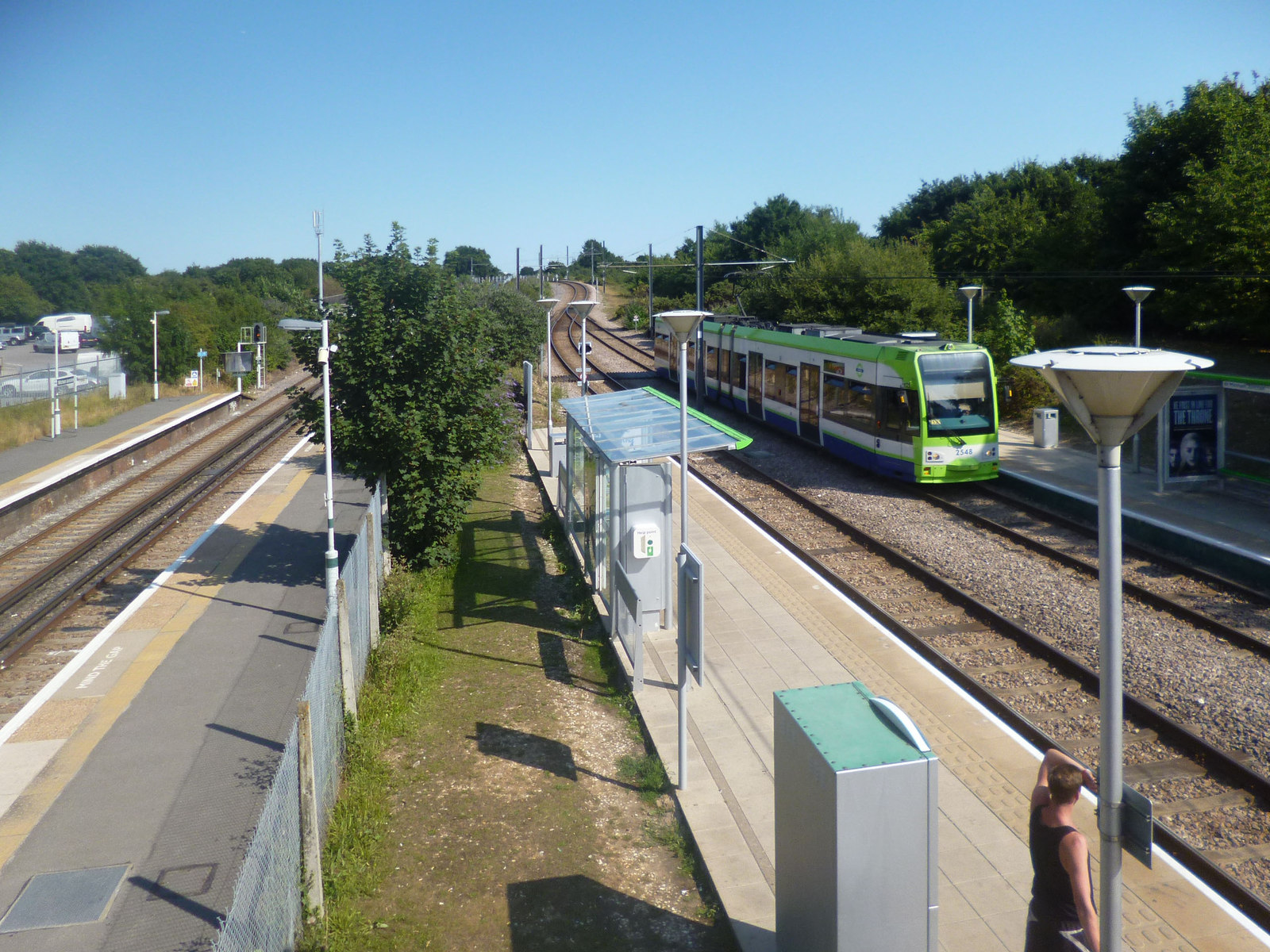
Spoorlijn en tramlijn